# Wolfgang Schwarz
Wolfgang Schwarz (Vienna, 14 settembre 1947) è un ex pattinatore artistico su ghiaccio austriaco.
Era attivo nel singolo.
Nell'agosto 2006 è stato condannato a otto anni di carcere per sottrazione di minorenne. Già nel 2002 era stato condannato per traffico di esseri umani avendo adescato ragazze dall'Est Europa per lavorare come prostitute.

## Palmarès
| Evento                    | 1963-64 | 1964-65 | 1965-66 | 1966-67 | 1967-68 |
| ------------------------- | ------- | ------- | ------- | ------- | ------- |
| Giochi olimpici invernali | 15°     |         |         |         | 1°      |
| Campionati mondiali       |         | 7°      | 2°      | 2°      |         |
| Campionati europei        | 7°      | 5°      | 2°      | 2°      | 2°      |